# Costanza Francini
Costanza Francini, född 1597, död 1657, var en italiensk målare.
Hon var gift med målaren Filippo Francini och svägerska till målaren Agostino Tassi. Hon var en av få kvinnliga medlemmar i den florentinska Compagnia della Pieta i Rom. Hon utsågs av Compagnia della Pieta till att bli ljusmålare till ljusmålningarna i den regelbundet återkommande Kyndelsmässodagen i Rom, en tjänst hon innehade mellan 1634 och 1653; hon fick överta tjänsten efter sin make. Hon var den första kvinnan som innehade tjänsten. 